# Ferno
Ferno är en ort och kommun i provinsen Varese i regionen Lombardiet i Italien. Kommunen hade 6 796 invånare (2018).